# Trogiidae
Trogiidae es una familia de piojos de los libros del orden Psocodea. Existen unos 11 géneros y 50 especies descriptas en Trogiidae.

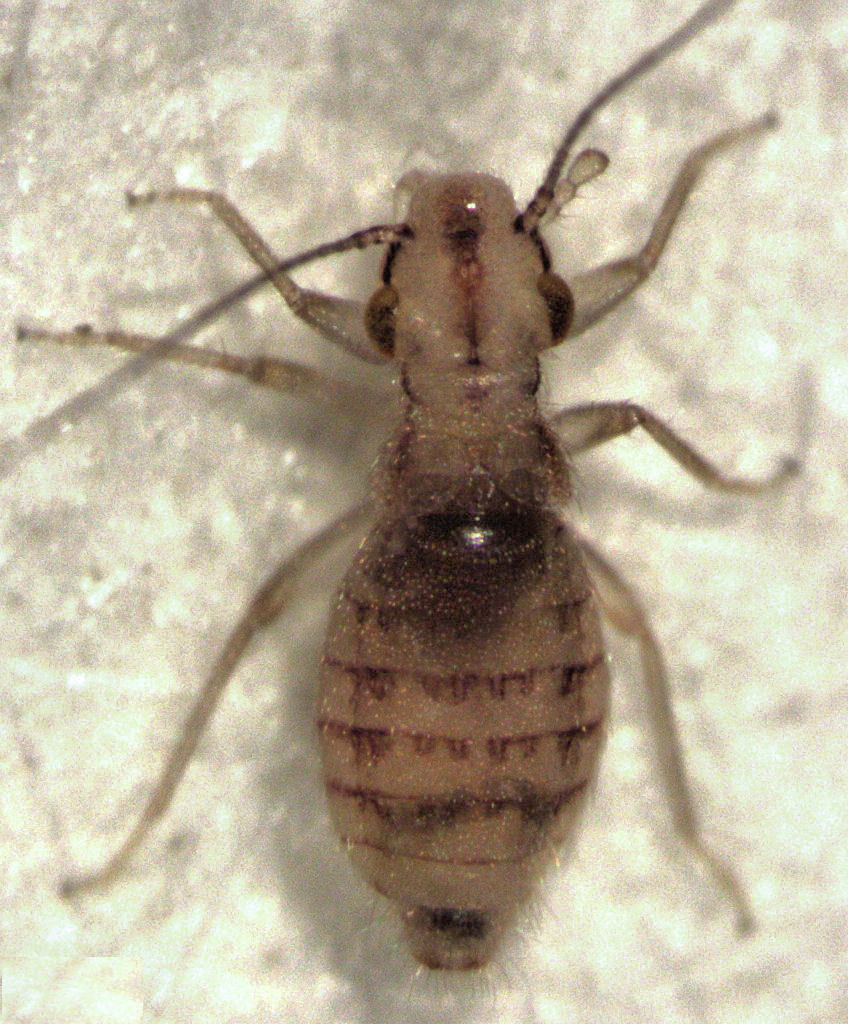
Trogium pulsatorium

## Géneros
Estos 11 géneros pertenecen a la familia Trogiidae:
- Anomocopeus Badonnel, 1967
- Cerobasis Kolbe, 1882
- Helenatropos Lienhard, 2005
- Helminotrogia Li, 2002
- Lepinotus Heyden, 1850
- Myrmicodipnella Enderlein, 1909
- Phlebotrogia Li, 2002
- Spinatropos Lienhard, 2000
- Trogium Illiger, 1798
- † Eolepinotus Vishnyakova, 1975
- † Paralepinotus Azar & al., 2018